# William Leslie Mallory Sr.

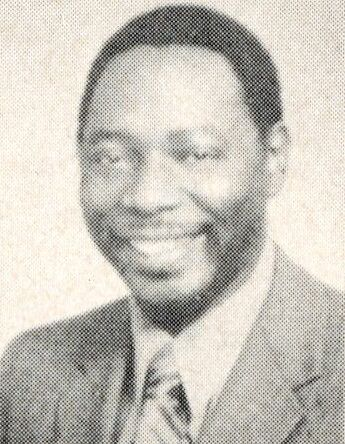
William Leslie Mallory Sr. (1971 oder 1972)

William Leslie Mallory Sr. (* 4. Oktober 1931 in Cincinnati; † 10. Dezember 2013 ebenda) war ein US-amerikanischer Politiker, der 1966 in das Repräsentantenhaus von Ohio gewählt wurde und 28 Jahre lang in der Legislative von Ohio tätig war. Er war der erste Afroamerikaner, der 1974 als Majority Floor Leader gewählt wurde.
Mallory heiratete im Jahr 1955 Fannie, und sie hatten sechs Kinder, die ebenfalls Karrieren in der Politik und im öffentlichen Dienst verfolgten. Mark Mallory wurde Bürgermeister von Cincinnati, Dale Mallory Mitglied des Repräsentantenhauses von Ohio, William Mallory Jr. Richter am Gerich vom Hamilton County, Dwane Mallory ebenfalls Richter am Gericht vom Hamilton County und Joe Mallory Präsident der NAACP in Cincinnati und Vizebürgermeister von Forest Park.
Mallory besuchte die Berufsschule und schloss sein Bachelor-Studium in Pädagogik an der Central State University ab. Er arbeitete im Jugendgericht und war Grundschullehrer.
Mallory verstarb am 10. Dezember 2013 in einer Hospiz in Cincinnati.
| Personendaten    | Personendaten                  |
| ---------------- | ------------------------------ |
| NAME             | Mallory, William Leslie Sr.    |
| ALTERNATIVNAMEN  | Mallory, William Leslie senior |
| KURZBESCHREIBUNG | US-amerikanischer Politiker    |
| GEBURTSDATUM     | 4. Oktober 1931                |
| GEBURTSORT       | Cincinnati                     |
| STERBEDATUM      | 10. Dezember 2013              |
| STERBEORT        | Cincinnati                     |